# 내주
내주(來州)는 요나라가 중경도에 설치한 행정구역중 하나이다. 현재의 랴오닝성 후루다오 시 쑤이중 현 서남부에 치소를 두고 후루다오 시 싱청 시와 산하이관 구 일대를 통치했다.

## 요
하급주로 절도사가 주의 민정을 맡았다. 성종 시대에 일어난 기근으로 허덕이던 여진의 5부족을 이곳에 정착시키고 주를 설치했다. 처음에 자사를 두었다가 후에 절도로 바꿨다. 영흥궁에 속해있었다. 2개의 속주와 1개의 속현을 두었다.
| 현명/주명   | 한자        | 대략적 위치             | 비고 |
| ----------- | ----------- | ----------------------- | --- |
| 래빈현      | 來賓縣      | 쑤이중 현 서남부        | 본래 당나라 래원현(來遠縣)이었다. |
| 습주 평해군 | 隰州 平海軍 | 싱청 시 서남            | 하급주로 자사가 주의 민정을 맡았다. 모용황이 세운 집녕현(集寧縣)이 있었다. 성종이 장(帳)의 주민들을 모아 신주로 이주시키는 중 폭설로 길이 막히게 되자, 이곳에 성을 건설해 주를 설치한 것으로 시작되었다. 흥성궁에 소속되었다가 본주의 소속으로 옮겨졌다. |
| 해빈현      | 海浜縣      | 싱청 시 서남            | 습주의 속현이다. 바다와 가까운데, 땅에 암염이 많다. 염장(鹽場)을 이곳에 설치했다. |
| 천주 흥선군 | 遷州興善軍  | 친황다오 시 산하이관 구 | 하급주로 자사가 주의 민정을 맡았다. 성종이 흥요국을 정복한 뒤 귀주(歸州, 가이저우 시 서남부)의 주민들을 이곳으로 이주시켜 설치했다. |
| 천민현      | 遷民縣      | 친황다오 시 산하이관 구 | 하급주로 자사가 주의 민정을 맡았다. 성종이 흥요국을 정복한 뒤 귀주(歸州, 가이저우 시 서남부)의 주민들을 이곳으로 이주시켜 설치했다. |

## 금
급은 요대와 같았고 민정은 귀덕군절사(歸德軍節使)가 맡았다. 1151년(금 해릉양왕 천덕 3년) 래주에서 종주(宗州)로 개명되었다가 1206년(금 장종 태화 6년), 피휘를 위해 당나라시기의 이름인 서주(瑞州)로 개명했다. 19,953호 3현 1진을 거느렸다.
| 현명/진명 | 한자   | 대략적 위치                | 비고 |
| --------- | ------ | -------------------------- | --- |
| 리안현    | 里安縣 | 쑤이중 현 서남부           | 내빈현으로 당나라 내원현의 주민으로 구성되어 있다. 1195년(금 장종 명창 6년) 종안현(宗安縣)으로 개명했다가 1206년 리안현으로 개명되었다. |
| 해양현    | 海陽縣 | 친황다오 시 해양진(海陽镇) | 1143년(금 희종 황통 3년)윤주가 폐지되면서 본주의 속현이 되었다. 천민진(遷民鎭)이 있다.                                                  |
| 해빈현    | 海濱縣 | 싱청 시 서남               | 1143년 습주를 폐지하고 본현을 속현으로 두었다.                                                                                          |